# Tiro con l'arco ai II Giochi olimpici giovanili estivi
Le gare di tiro con l'arco ai II Giochi olimpici giovanili estivi sono state disputate al Fangshan Sports Training Base di Nanchino dal 22 al 26 agosto 2014.

## Podi
| Evento                | Oro                                         | Argento                                          | Bronzo                                    |
| Individuale maschile  | Lee Woo Seok                                | Marcus D'Almeida                                 | Atul Verma                                |
| Individuale femminile | Li Jiaman                                   | Melanie Gaubil                                   | Lee Eun Gyeong                            |
| A squadre miste       | Squadra mista Li Jiaman Luis Gabriel Moreno | Squadra mista Cynthia Freywald Muhamad Zolkepeli | Squadra mista Eric Peters Mirjam Tuokkola |